# Брычёва, Лариса Игоревна
Лариса Игоревна Брычёва (род. 26 мая 1957, Москва) — российский государственный и политический деятель, юрист. Помощник Президента Российской Федерации — начальник Государственно-правового управления Президента Российской Федерации. Кандидат юридических наук. Заслуженный юрист России.
Кавалер орденов «За заслуги перед Отечеством» II и IV степеней.

## Биография
Окончила с отличием юридический факультет Московского государственного университета имени М. В. Ломоносова в 1981 году и аспирантуру Института государства и права Академии наук СССР в 1985 году.
Трудовую деятельность начала в 1974 году. Работала консультантом Госарбитража при Мособлисполкоме; юрисконсультом, старшим юрисконсультом ряда предприятий и организаций Москвы.
В 1985—1987 годах — научный сотрудник Института государства и права АН СССР.
В 1985 году защитила диссертацию на соискание учёной степени кандидата юридических наук по теме: «Гражданско-правовая ответственность в сфере обслуживания».
С 1987 по 1992 год — редактор отдела; заместитель главного редактора журнала «Советское государство и право».
В 1992—1993 годах — ведущий, главный специалист Комитета Верховного Совета Российской Федерации по законодательству; заведующая сектором Комиссии Совета Республики по экономической реформе Верховного Совета Российской Федерации.
В 1993—1999 годах занимала ответственные государственные должности государственной службы Российской Федерации: начальник отдела Администрации Президента Российской Федерации; руководитель рабочего аппарата полномочного представителя Президента Российской Федерации в Федеральном Собрании; заместитель начальника Главного государственно-правового управления Президента Российской Федерации.
С 1999 года возглавляет Главное государственно-правовое управление Президента Российской Федерации.
С марта 2004 года — помощник Президента Российской Федерации — начальник Государственно-правового управления Президента Российской Федерации.

## Собственность и доходы
Согласно официальным данным, доход Брычёвой за 2011 год составил 4,24 млн рублей. Ей принадлежат 2 земельных участка общей площадью 56,7 соток и жилой дом. Согласно данным, размещённым в декларации, содержащей сведения о доходах, расходах, об имуществе и обязательствах имущественного характера лиц, замещающих государственные должности Российской Федерации, за 2018 год Лариса Брычёва заработала 8494241 рубль. В собственности у помощника Президента РФ находятся земельный участок площадью 2674 м², жилой дом — 146,7 м², гараж — 106,1 м² и баня — 71,9 м². Также в пользовании Ларисы Брычёвой находится квартира площадью 79,8 м².

## Санкции
12 февраля 2023 когда, на фоне вторжения России на Украину, внесена в санкционный список Украины как «сотрудник органа, принимавшего участие в формировании, поддержке, реализации политики президента РФ, проводящей военные действия и геноцид гражданского населения в Украине».
24 февраля 2023 года внесена в санкционный список Канады как «элита и близкий соратник режима».
19 мая 2023 года включена в блокирующий санкционный список США против чиновников, «элит и их пособников» за поддержку «военных усилий России».
По аналогичным основаниям также включена в санкционные списки Австралии и Великобритании.

## Награды
- «Заслуженный юрист Российской Федерации» (7 июня 1996 года) — за заслуги в укреплении законности и многолетнюю добросовестную работу[13]
- Медаль «В память 850-летия Москвы» (1997 год)
- Благодарность Президента Российской Федерации (22 июля 2002 года) — за большой вклад в разработку законов по реализации концепции судебной реформы[14]
- Благодарность Президента Российской Федерации (12 апреля 2004 года) — за активное участие в законотворческой деятельности[15]
- Благодарность Президента Российской Федерации (21 августа 2006 года) — за активное участие в законотворческой деятельности в сфере борьбы с терроризмом[16]
- Национальная премия общественного признания достижений женщин «Олимпия» Российской Академии бизнеса и предпринимательства[17] в 2004 г.
- Почётная грамота правительства Российской Федерации (23 мая 2007 года) — за заслуги в развитии законодательства Российской Федерации и многолетний плодотворный труд[18]
- Орден «За заслуги перед Отечеством» II степени (26 мая 2007 года) — за большой личный вклад в обеспечение деятельности Президента Российской Федерации и формирование правового государства[19]
- Медаль «За вклад в развитие Федеральной службы судебных приставов» (26 октября 2007 года)[20]
- Орден «За заслуги перед Отечеством» IV степени (10 февраля 2011 года) — за большой вклад в разработку нормативных правовых актов, регулирующих отношения в области обеспечения безопасности[21]
- Почётный работник Федеральной службы судебных приставов (16 августа 2011 года)[22]
- Знак отличия «За безупречную службу» XXV лет (25 мая 2012 года) — за многолетнюю безупречную государственную службу [23]
- Орден Курчатова I степени (2012 год)[24]
- В рейтинге «100 самых влиятельных женщин России» журнала «Огонёк», опубликованном в марте 2014 года, заняла 5-е место.[25]
- Медаль Столыпина П. А. I степени (30 мая 2017 года) — за заслуги в развитии законодательства Российской Федерации и многолетнюю плодотворную государственную деятельность[26]